# Järnvägsolyckan vid Hinsnorets station
Järnvägsolyckan vid Hinsnorets station inträffade den 3 mars 1957 vid Hinsnoret på Bergslagsbanan mellan Falun och Borlänge. Vid olyckan kolliderade två rälsbusståg på Hinsnorets station. 

## Händelseförlopp
Söndagen den 3 mars 1957 var tre YBo6-vagnar på väg mot Borlänge som rälsbusståg från Falun samtidigt som ett rälsbusståg bestående av en äldre rälsbuss av typ Yois med släpvagn på väg från Borlänge till Falun. 
Tågen skulle mötas vid Hinsnorets station. Tåget från Borlänge kom först till mötesplatsen. Därefter kom tåget från Falun i hög fart mot mötesplatsen. Föraren av tåget från Falun tros ha kört mot rött ljus och därmed växlats in på samma spår som det väntande tåget med en våldsam kollision som följd. Totalt omkom 2 personer och dessutom skadades 22 personer. 